# Hans Altenhein
Hans Altenhein (* 10. September 1927 in Siegen) ist ein deutscher Verleger.

## Leben
Nach dem Abitur 1947 studierte Hans Altenhein Germanistik und Anglistik in Köln und promovierte 1952 bei Richard Alewyn. Er absolvierte eine Ausbildung zum Verlagsbuchhändler in Stuttgart und München, danach war er in den Verlagen R. Oldenbourg, S. Fischer und Luchterhand (hier als Leiter des literarischen Verlages) tätig. Seit 1987 hatte er Lehraufträge an den Hochschulen in Darmstadt, Frankfurt am Main und Mainz und war seit 1991 Honorarprofessor an der TU Darmstadt.
Hans Altenhein ist Mitglied in der Historischen Kommission des Börsenvereins des deutschen Buchhandels und war Gründungs- und Vorstandsmitglied des Deutschen Literaturfonds e. V. 1988 wurde er mit dem Bundesverdienstkreuz am Bande ausgezeichnet.

## Schriften (Auswahl)
- Herausgeber: Probleme des Verlagsgeschäfts (Mainzer Studien zur Buchwissenschaft 2). Harrassowitz, Wiesbaden 1995, ISBN 978-3-447-03645-0
- Grenzübergang. Bücherverkehr im geteilten Deutschland 1945–1990. Mainz 2010, OCLC 1246479350.
- Bücher zwischen zwei Kriegen. Verlagsgründungen im frühen 20. Jahrhundert (= Leipziger Arbeiten zur Verlagsgeschichte). Hiersemann, Stuttgart 2021, ISBN 978-3-7762-2106-0 .
- Das Taschenbuchprojekt. Gesammelte Schriften (1964-2017). Hg. v. Jörg Döring u. Ute Schneider (= Leipziger Arbeiten zur Verlagsgeschichte). Hauswedell, Stuttgart 2024, ISBN 978-3-7762-2402-3
- Zahlreiche Beiträge zum Buch- und Verlagswesen in Fachzeitschriften, Sammelbänden, Tageszeitungen und im Rundfunk